# Cho (cognome)
Cho (조?, 趙, 刁, 曺, 朝, 調, 造?) è un cognome di lingua coreana.

## Possibili trascrizioni
Jo, Joe, Joh, Jou.

## Origine e diffusione
Sono presenti diversi clan. Complessivamente, il cognome rappresenta l'1% della popolazione.
Si tratta del 6º cognome per diffusione in Corea secondo i dati del Korean National Statistics Office del 2015. Conta circa 1453971 presenze.

## Persone
- Cho Hun-hyun, politico e goista sudcoreano
- Cho Ja-young, meglio nota come Ah Young, cantante sudcoreana
- Cho Joong-hoon, meglio noto come Cho PD, rapper sudcoreano